# Maeda Toshitsune
Maeda Toshitsune est un nom japonais traditionnel ; le nom de famille (ou le nom d'école), Maeda, précède donc le prénom (ou le nom d'artiste).
Maeda Toshitsune (前田 利常, 16 janvier 1594-7 novembre 1658) est un daimyo de l'époque d'Edo qui dirige le domaine de Kaga. Toshitsune est un frère de Maeda Toshinaga et un fils de Toshiie. Adopté comme héritier, il devient le daimyo le plus fortuné, mis à part les Tokugawa. Il contrôle les provinces d'Etchū, de Kaga et de Noto. Son héritier est Maeda Mitsutaka.
Maeda Toshitsugu, le deuxième fils de Toshitsune, fonde le domaine de Toyama.